# Hank Bjorklund
John Henry "Hank" Bjorklund, född 5 juni 1950 i Glen Head, New York, är en amerikansk utövare av amerikansk fotboll (running back) som spelade för New York Jets i NFL 1972–1974. Han spelade collegefotboll under studietiden vid Princeton University.
Bjorklund draftades 1972 i tolfte omgången av New York Jets.